# Америндские языки
Амери́ндские языки́ — это языковая макросемья, предложенная Дж. Гринбергом в его книге 1987 года «Language in the Americas». В этой книге Гринберг предположил, что все индейские языки Америки принадлежат к одной из трёх языковых семей. Согласно его гипотезе, только незначительное количество языков, сконцентрированных в Северной Америке, принадлежат к предложенным ранее языковым семьям На-дене и эскимосско-алеутских языков. Все остальные языки, которые обычно рассматриваются как относящиеся к десяткам отдельных и неродственных между собой языковых семей, Гринберг относит к америндской макросемье. Из-за большого количества методологических просчётов в исследовании отношений между языками эта гипотеза была отклонена большей частью лингвистического сообщества.